# 활판 인쇄
활판 인쇄(活版印刷, letterpress printing)는 금속 활자를 이용하여 대량으로 인쇄하는 방식이다.

## 문선과 조판
문선은 원고 내용대로 금속 활자를 골라 뽑는 일을 말한다. 문선을 할 때 원고에 지정된 크기와 모양에 맞는 글자를 순서대로 고른다.
골라 놓은 활자를 페이지 레이아웃에 맞게 배열하는 것을 조판이라 하며 활자 하나 하나를 제 위치에 놓는 것을 식자라고 한다. 조판은 한 페이지를 구성한다는 의미가 강하고 식자는 글자 하나하나를 제 자리에 놓는다는 의미가 크다.

## 활자 인쇄 방식
활자를 판면에 배열하고 활자에 먹 또는 잉크를 바른 후 종이를 눌러 찍는 방식
낱 글자를 배열한 다는 점에서 목판인쇄 방식과 다르지만 판면에 직접 먹을 칠하고 종이를 눌러 찍는 다는 면에서는 같다.
구텐베르크의 초기 인쇄기도 이런 방식을 이용했다. 활자에 묻은 잉크를 종이로 찍어내기 위해서는 강한 압력이 필요하다.
활자에 바로 잉크를 발라 인쇄하는 경우를 따로 활자 인쇄라고 구분하기도 한다.
현대에도 명함이나 청첩장, 초청장 등 소량 인쇄물에 사용되기도 한다.

## 연판 인쇄 방식
압력을 가해서 인쇄하기 때문에 자주 쓰이는 활자는 닳거나 부서지기 쉬웠고 부서진 활자를 다시 주조하려 판을 새로 배열해야 하는 과정을 생락하기 위해 고안 된 것이 연판을 이용한 것이 연판 인쇄이다.
활자를 배열해 판면을 만들고 만들어진 판면을 습기를 가해 부드러워진 형지를 눌러 찍어준다. 음각으로 눌린 형지를 굳힌 후 녹은 납 주석 알루미늄 합금을 부어 판을 제작한다.
이렇게 제작된 연판을 인쇄기에 걸고 종이를 눌러 찍는다. 판면의 형태나 종이 기계의 압력 등에 따라 차이가 있지만 보통 500~1000장 정도 인쇄하고 나면 인쇄 품질이 나빠진다. 이런 경우 형지에 다시 합금을 부어 연판을 다시 만든다. 이 방식이 앞서 말한 활자 인쇄 방식보다 진일보한 점은 활자를 한번만 사용하기 때문에 활자를 오래 보존할 수 있고 지형을 만든 후에는 활자를 풀어서 다른 페이지를 다시 조판하기 때문에 필요한 활자 수가 적어지며 중간에 수정이 필요한 페이지가 있을 때 지형을 한페이지 단위로 만들기 때문에 다른 페이지는 그대로 사용할 수 있다는 점 등이다. 현재 인쇄 출판 편집에 사용되는 용어의 상당한 부분이 활판인쇄에서 비롯되었다.
- 판과 쇄

책의 판권면(간기면)에 초판 1쇄라고 쓰인 것은 활판 인쇄 시절의 용어로
활자를 배열해 판면을 만든 것을 판(版)이라고 부르고 이 판을 가지고 만든 연판을 쇄(刷)라고 한다.
초판 1쇄란 처음 만든 판의 처음 인쇄한 것이라는 뜻이고
초판 2쇄란 판은 그대로 두고 연판을 새로 제작해 인쇄했다는 의미이다. 다시 말해 내용은 바뀌지 않았고 추가로 인쇄 했다는 것이다.
개정판, 제3판 등 판이 바뀌는 경우는 활자 배열을 새로 했다는 의미로 내용의 상당한 부분을 새로 작성한 경우이다. 전면개정판은 수정한 내용이 많음을 강조하기 위해 사용하는 말로 개정판의 일종이다.

## 같이 보기
- 인쇄
- 출판
- 타이포그라피
- 볼록판인쇄
- 오프셋인쇄